# Ringer-Europameisterschaften 1933
Die Ringer-Europameisterschaften 1933 fanden im März im griechisch-römischen Stil in Helsinki und Ende November im freien Stil in Paris statt.

## Griechisch-römisch

### Ergebnisse
| Klasse | Gold               | Silber          | Bronze            |
| ------ | ------------------ | --------------- | ----------------- |
| -56 kg | Ödön Zombori       | Herman Tuvesson | Robert Voigt      |
| -61 kg | Kustaa Pihlajamäki | Wolfgang Ehrl   | Svend Martinsen   |
| -66 kg | Aarne Reini        | Einar Karlsson  | Arild Dahl        |
| -72 kg | Mikko Nordling     | Gunnar Glans    | Albert Kusnets    |
| -79 kg | Axel Cadier        | Jean Földeák    | Edvard Vesterlund |
| -87 kg | Rudolf Svensson    | Väinö Kokkinen  | Olaf Luiga        |
| +87 kg | Kurt Hornfischer   | Arvo Niemelä    | Carl Westergren   |

### Medaillenspiegel
| Rang" | Land            | Gold | Silber | Bronze |
| ----- | --------------- | ---- | ------ | ------ |
| 1     | Finnland        | 3    | 2      | 1      |
| 2     | Schweden        | 2    | 3      | 1      |
| 3     | Deutsches Reich | 1    | 2      | 1      |
| 4     | Ungarn          | 1    | 0      | 0      |
| 5     | Norwegen        | 0    | 0      | 2      |
|       | Estland         | 0    | 0      | 2      |

## Freistil

### Ergebnisse
| Klasse | Gold         | Silber            | Bronze           |
| ------ | ------------ | ----------------- | ---------------- |
| -56 kg | Ödön Zombori | Hermann Fischer   | Joseph Reid      |
| -61 kg | Ferenc Tóth  | Jean Vordermann   | Leborre          |
| -66 kg | Denis Perret | Marcel Lejeune    |                  |
| -72 kg | Jean Földeák | Hans Minder       | P. Arnaud        |
| -79 kg | Jean Jourlin | Rene Vanderveeken | Fritz Oberlander |
| -87 kg | László Papp  | H. Daniel         | Julien Cammaert  |
| +87 kg | Werner Bürki | Léon Charlier     | L. Ghevaert      |

### Medaillenspiegel
| Rang | Land                   | Gold | Silber | Bronze |
| ---- | ---------------------- | ---- | ------ | ------ |
| 1    | Ungarn                 | 3    | 0      | 0      |
| 2    | Schweiz                | 2    | 2      | 0      |
| 3    | Frankreich             | 1    | 2      | 3      |
| 4    | Deutsches Reich        | 1    | 1      | 0      |
| 5    | Belgien                | 0    | 2      | 1      |
| 6    | Vereinigtes Königreich | 0    | 0      | 2      |
|      | Österreich             | 0    | 0      | 1      |